# Ganimed (mitologija)
Ganimed (grč. Γανυμήδης, Ganymếdês) u grčkoj mitologiji bio je sin Trosa, ustanovitelja Troje i Kaliroje; najljepši smrtnik u kojeg se i sam Zeus zaljubio.

## Etimologija
Robert Graves u svome djelu Grčki mitovi donosi etimologiju Ganimedova imena: γάνυσθαι + μήδεα = "radovanje u muževnosti, zrelosti".

## Mitologija
Ganimed je u Frigiji, na brdu Idi, čuvao ovce, učio ili činio druge stvari, ovisno o izvorima. Zapazio ga je Zeus i odmah se zaljubio u nj. Poslao je orla po njega ili je sam uzeo obličje orla, ovisno o inačicama priče, te ga donio na Olimp. Ondje je Ganimed postao vinotoča na Olimpu, zamijenivši Hebu, božicu vječne mladosti. Svi su se bogovi radovali njegovu dolasku osim Here koja ga je prezirala. Neki mitografi tvrde da je to bio razlog zašto je u Trojanskome ratu bila protiv Trojanaca.
Ganimedov je otac tugovao za svojim sinom. Sažalivši se, Zeus je poslao Hermesa s dvama konjima koji su bili toliko brzi da su i po vodi mogli trčati. Hermes je uvjerio Trosa da mu je sin besmrtan i da je vinotoča bogovima te da se ne brine. 
U drugoj inačici priče, Titanida Eja otela je Ganimeda zbog njegove ljepote.

### Simboli
Zeus je poslije postavio Ganimeda kao zviježđe Vodenjak (Aquarius) koje je povezano sa zviježđem Orla (Aquila, oboje vjerojatno etimološki povezano s lat. riječju za vodu, aqua). Ganimed je također postao simbol plodnosti, duh rijeke Nil i simbol homoseksualne ljubavi.
Po njemu je nazvan i Jupiterov prirodni satelit Ganimed.

## Vanjske poveznice
- Ganimed u grčkoj mitologiji (engl.)